# Cementerio de trenes

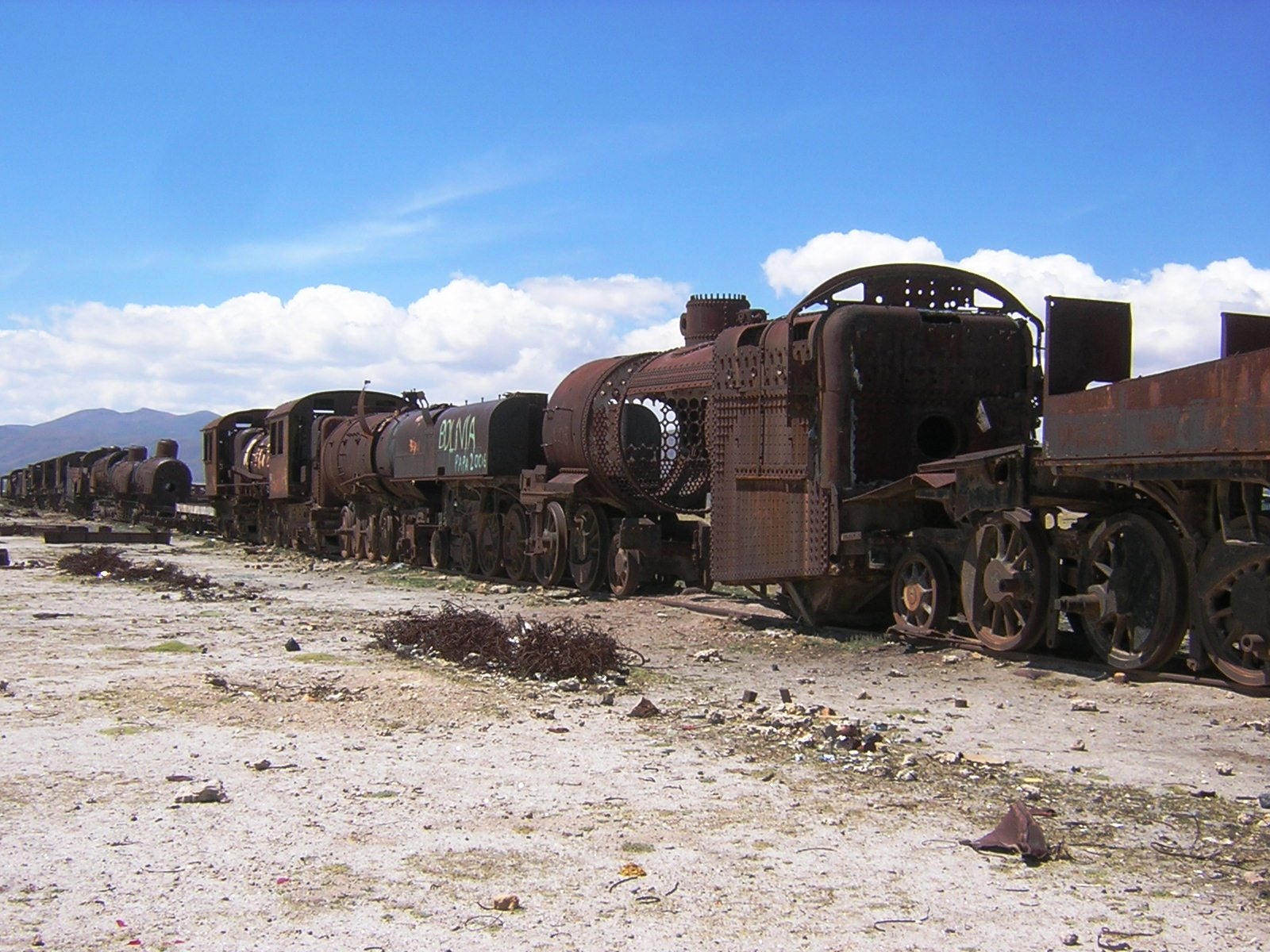
Locomotoras de vapor oxidadas.

El Cementerio de trenes es un lugar de trenes abandonados en el borde de las salinas del Salar de Uyuni en Bolivia. Se encuentra al suroeste de la ciudad de Uyuni, a pocos kilómetros del centro de la ciudad, y se dice que es el cementerio ferroviario más grande del mundo.

## Historia
En 1872 se inició la construcción del Ferrocarril de Antofagasta a Bolivia, la primera línea férrea de Bolivia. Se utilizaba para transportar materias primas como el nitrato de sodio y otras sales, pero también metales como el cobre, el estaño, la plata y el oro, desde las minas del interior hasta las ciudades portuarias del Océano Pacífico, ubicadas en Chile. Cuando la vía férrea llegó a Uyuni  a finales del siglo XIX se construyó un depósito ferroviario en el pueblo. Uyuni se convirtió en ese entonces en un importante nudo ferroviario. Alrededor de la década de 1940, la industria local colapsó y la mayoría de las minas de metales preciosos fueron abandonadas por los operadores. Como resultado, las rutas de suministro establecidas para este propósito y la mayoría de las locomotoras y vagones ya no fueron necesarios, se apagaron y se dejaron en abandono.
Hay un total de alrededor de 100 locomotoras y vagones en el cementerio ferroviario, los más antiguos de los cuales datan de finales del siglo XIX. Además de la corrosión (que, sin embargo, avanza lentamente gracias al clima local) y la sal del Salar de Uyuni, los vecinos también dañan los vehículos al utilizarlos para sacar chatarra. Muchas de las locomotoras y vagones también han sido pintadas con grafitis.

## Turismo
Muchos turistas vienen a Uyuni por el Salar de Uyuni, el salar más grande del mundo. Como resultado, el cementerio ferroviario se convirtió en un popular punto de excursión para los visitantes, y muchas guías de viaje lo recomiendan como una parada en un recorrido por el salar. Los trenes abandonados son populares entre los viajeros para tomar fotografías.

## Miscelánea
En el centro del asentamiento minero de Pulacayo, unos 16 kilómetros al noreste, hay otro cementerio de trenes más pequeño con locomotoras estadounidenses que, a diferencia de los trenes de Uyuni, aún no han sido dañados por los ladrones de metales. Un espécimen en el Cementerio de Pulacayo es una locomotora a vapor llamada La Unión, que en 1908 arrastró un tren asaltado por los forajidos Butch Cassidy y Sundance Kid.